# Илларионов, Андрей Николаевич
Андре́й Никола́евич Илларио́нов (род. 16 сентября 1961, Сестрорецк, Ленинград, РСФСР, СССР) — советский и российский экономист и политик, общественный деятель. Основатель и президент российской некоммерческой организации «Институт экономического анализа». Кандидат экономических наук.
В прошлом — первый заместитель директора Рабочего центра экономических реформ при Правительстве России (1992—1993), руководитель группы анализа и планирования при председателе правительства России (1993—1994), советник президента России Владимира Путина по экономике и доверенное лицо (шерпа) президента РФ в «Большой восьмёрке» (2000—2005).
Илларионов последовательно выступал за сокращение вмешательства государства в экономику, отказ от получения иностранных кредитов, выплату внешнего долга. Предложил идею создания российского стабилизационного фонда. На посту советника президента России сыграл важную роль в установлении единого для всех подоходного налога в 13 %.
Будучи советником президента, выступал в СМИ с критикой ряда решений Владимира Путина. Усиление разногласий с руководством и невозможность влиять на экономическую политику государства привели к инициативной отставке Илларионова с поста советника президента в декабре 2005 года. По его словам, данным в 2016 году, на его уход также повлиял приказ Путина штурмовать школу в Беслане, приведший к гибели 333 человек в сентябре 2004 года, а также похищение руководством компании «Роснефть» государственных активов на сумму 12 млрд долларов, поддержанное руководством России.
После отставки Илларионов участвует в деятельности российской оппозиции, высказывает своё мнение по общественно-политическим, экономическим и военным вопросам в различных СМИ и личном блоге. С 2006 по 2021 год являлся старшим научным сотрудником института Катона (Вашингтон, США). Был уволен из института в январе 2021 года после публикации в своём блоге заметки с личным мнением по поводу беспорядков в здании Капитолия США. В настоящее время работает научным сотрудником Центра политики безопасности (США), является экспертом аналитического центра «Украинский институт будущего».

## Ранние годы
Родился 16 сентября 1961 года в городе Сестрорецке Сестрорецкого (ныне Курортный) района Ленинграда (ныне Санкт-Петербург). Отец — Пленкин Николай Андреевич (1918—1990), кандидат педагогических наук, автор научно-методических статей и пособий по преподаванию русского языка, заслуженный учитель школы РСФСР. Мать — Илларионова Юлия Георгиевна (1927—2017), преподаватель педагогики, автор книги «Учите детей отгадывать загадки».
Учился в средней школе № 324 Сестрорецка. По собственным словам, учился на пятёрки — за исключением оценки за поведение, за которое «с трудом давали „удовлетворительно“», отчего школьной медали не получил. Трудовую деятельность начал почтальоном на летних каникулах после окончания восьмого класса. На заработанное купил мопед «Верховина» и путешествовал на нём по Карельскому перешейку. Позже работал методистом в Сестрорецком парке культуры и отдыха. По воспоминаниям Илларионова, интерес к экономике возник у него после прочтения в школьные годы случайно попавшего в руки сталинского учебника политической экономии. В 10 классе Илларионов написал для конкурса работ по обществоведению исследование фашизма с заголовком «Пять источников и пять составных частей фашизма» (аллюзия на работу В. И. Ленина «Три источника и три составных части марксизма»), что привело к расследованию по линии районного управления КГБ.
Поступил на экономический факультет Ленинградского государственного университета, где учился на одном курсе с Алексеем Кудриным, а также вместе с ним состоял в студенческом отряде «Оптимум». Во время учёбы в вузе продолжал исследования германского национал-социализма. Окончил университет в 1983 году по специальности «Экономист, преподаватель политэкономии», тема дипломной работы — «Военно-государственный монополистический капитализм фашистской Германии».
В 1983—1984 — ассистент кафедры международных экономических отношений ЛГУ, с 1984 года в аспирантуре. В 1987 году защитил кандидатскую диссертацию «Сущность государственно-монополистического капитализма и его периодизация». В 1987—1990 — преподаватель кафедры международных экономических отношений ЛГУ.
В 1980-х годах Илларионов входил в круг ленинградских экономистов-реформаторов, неформальным интеллектуальным лидером которых был известный экономист Сергей Васильев, а организатором — Анатолий Чубайс. В 1987 году был членом клуба «Синтез» при Ленинградском дворце молодёжи, в который входили молодые ленинградские экономисты и обществоведы, среди которых Дмитрий Васильев, Михаил Дмитриев, Борис Львин, Михаил Маневич, Алексей Миллер, Андрей Ланьков, Андрей Прокофьев, Дмитрий Травин и другие.
В 1990 году Сергей Васильев пригласил Илларионова в возглавляемую им Лабораторию региональных экономических проблем Санкт-Петербургского университета экономики и финансов (ранее — Ленинградский финансово-экономический институт) на должность старшего научного сотрудника. К тому времени лаборатория Васильева уже несколько лет была одним из оплотов московско-ленинградского кружка экономистов, занятых подготовкой реформ. Здесь Илларионов получил возможность участвовать в этой работе и заниматься анализом реальных экономических процессов.
С сентября 1991 года, выиграв грант Британского совета, Илларионов получал дополнительное экономическое образование в Бирмингемском университете в Великобритании, но уже в январе 1992 года прервал обучение, когда был приглашён на работу при правительстве России.

## Карьера экономиста

### На государственных постах
В апреле 1992 — апреле 1993 годов — первый заместитель директора Рабочего центра экономических реформ (РЦЭР) при правительстве России Сергея Васильева. Участвовал в разработке программы правительства, утверждённой летом 1993 года.
26 апреля 1993 года назначен руководителем группы анализа и планирования при председателе Правительства России Викторе Черномырдине. По утверждению Илларионова, в мае 1993 года Черномырдин под влиянием политики государственного регулирования цен на продукты, проводившейся в Ульяновской области губернатором-коммунистом Юрием Горячевым, обдумывал распространение её на всю страну. Илларионов, по его словам, обнаружил в магазинах Ульяновска дефицит продуктов, после чего смог отговорить Черномырдина от регулирования цен.
Илларионов резко негативно относился к деятельности председателя Центрального банка России Виктора Геращенко, считая его ответственным за вливание в экономику значительных объёмов необеспеченных денег, вызвавшее гиперинфляцию. Безуспешно выступал против проведения денежной реформы 1993 года с обменом купюр и за отставку Геращенко. Впоследствии Илларионов оценивал деятельность главы Центробанка как намеренный и успешный подрыв позиций президента Ельцина и правительства реформаторов. Летом 1993 года, после произошедшего на совещании с Черномырдиным резкого обмена мнениями на тему денежной реформы, Илларионов был госпитализирован. Частота дальнейших контактов с премьером сильно сократилась, поручений от него Илларионов более не получал.
В феврале 1994 года Илларионов ушёл из правительства по собственному желанию вслед за Егором Гайдаром и Борисом Фёдоровым после того как на парламентских выборах блок сторонников реформ «Выбор России» уступил первое место ЛДПР Владимира Жириновского. Два дня спустя, Черномырдин освободил Илларионова от своей должности с формулировкой «за нарушение трудовой дисциплины».

### Дальнейшая деятельность
В 1994 году — директор Московского отделения — вице-президент Международного центра социально-экономических исследований «Леонтьевский центр». В июле 1994 года при поддержке известного американского экономиста Джеффри Сакса организовал и возглавил исследовательскую организацию «Институт экономического анализа» (ИЭА). Через год после учреждения ИЭА между Илларионовым и Саксом возник спор о бюджетной политике, рекомендуемой российскому правительству: Сакс настаивал на дефиците бюджете в 8 % ВВП, Илларионов рекомендовал бездефицитный бюджет. В ответ Сакс предложил сменить Илларионова на посту директора на его заместителя Михаила Дмитриева, угрожая прекращением финансирования, однако наблюдательный совет института высказался против. Это привело к разрыву отношений с Саксом и возврату институтом полученного от Фонда Форда гранта в размере около миллиона долларов. Михаил Дмитриев же был уволен.
В январе 1995 года вместе с экономистом Борисом Львиным опубликовал статью «Россия должна признать независимость Чечни», в которой обосновывал необходимость немедленного прекращения военных действий, полного вывода войск с территории Чечни и признания независимости Чеченской Республики.
В 1997—1998 годах участвовал в работе правительственной комиссии по экономическим реформам. Новому премьеру Сергею Кириенко, назначенному в апреле 1998 года, рекомендовал для смягчения приближающегося кризиса провести плавную девальвацию рубля, однако Кириенко отказался. Критиковал получение российским правительством кредита МВФ, увеличившего внешний долг России. Кризис, предсказанный Илларионовым, произошёл в августе 1998 года.
В июле 1998 года вместе с Галиной Старовойтовой и рядом общественных деятелей учредил общественно-политическое объединение «Северная столица», нацеленное на объединение демократических сил для участия в выборах в Законодательное собрание Санкт-Петербурга в декабре 1998 года. 20 ноября 1998 года Старовойтова была убита. Впоследствии Илларионов оценивал Старовойтову, с которой был дружен, как наиболее достойного из известных ему людей наряду с общественным деятелем и депутатом Андреем Сахаровым.
Илларионов был сторонником контролируемой девальвации рубля в 1998 году. C конца июня и до наступления дефолта 17 августа 1998 года публично заявлял о неизбежности девальвации. Выступал с резкой критикой политики правительства и Центрального банка, отрицавших подобную перспективу. В ответ на позицию Илларионова в отношении него прозвучал ряд клеветнических заявлений. 9 августа после встречи с министром финансов Михаилом Задорновым и его заместителем Алексеем Кудриным последний познакомил Илларионова с только что назначенным главой ФСБ России Владимиром Путиным, и Илларионов кратко представил ему свои доводы о неизбежности скорой девальвации.

## Советник президента России
По словам Илларионова, следующая его встреча с Путиным, уже исполняющим обязанности президента, состоялась 28 февраля 2000 года по инициативе Путина. Встреча проходила в резиденции Ново-Огарёво. На протяжении нескольких часов обсуждалась экономическая политика. Также речь зашла о войне в Чечне. Несмотря на противоположные позиции по последнему вопросу, по инициативе Путина было проведено ещё несколько встреч, и Путин предложил Илларионову место своего советника по экономическим вопросам. После некоторых колебаний, вызванных нежеланием участвовать в деятельности власти, ведущей войну, Илларионов принял предложение. Впоследствии он объяснял своё решение стремлением необходимостью проведения необходимых реформ и разумной экономической политики, что, по господствовавшим тогда представлениям, должно было способствовать созданию среднего класса в качестве социальной базы демократии в стране.
12 апреля 2000 года Илларионов был официально назначен советником президента России Владимира Путина по экономическим вопросам и оставался на этой должности до 27 декабря 2005 года. По словам Илларионова, приоритетом для него был экономический рост в стране, добиться увеличения которого он предлагал путём уменьшения государственного вмешательства в экономику. Илларионов сыграл важную роль в установлении «плоского» подоходного налога в 13 %. Он также выступал за сокращение государственных расходов до уровня в 30 % ВВП в течение нескольких лет, снижение таможенных пошлин до единой ставки в 5 %, отказ от получения страной новых кредитов и досрочное погашение внешнего долга. Илларионов ввёл в лексикон применительно к российской экономике термин «голландская болезнь» и для борьбы с ней предложил в 2000 году создание стабилизационного фонда, что было осуществлено в 2004 году.
В мае 2000 — январе 2005 года — представитель президента России по делам группы ведущих индустриально развитых государств и связям с представителями лидеров стран, входящих в «Группу семи», а также председатель Межведомственной комиссии по участию РФ в «большой восьмёрке» (G8). По словам Илларионова, для работы комиссии им был подготовлен план действий, нацеленных на принятие России в G8, который удалось практически полностью выполнить за два года. На саммите «восьмерки» летом 2002 года Россия стала полноправным членом этого клуба.
Илларионов последовательно отрицал научный консенсус об антропогенном характере глобального потепления и заявлял о его положительных последствиях для России. Он также являлся противником ратификации Россией Киотского протокола.
Неоднократно негативно оценивал экономический, а затем и политический курс российской власти. В декабре 2003 года заявил, что возможные последствия «дела ЮКОСа» выглядят негативно и носят не краткосрочный, а долгосрочный характер. В ноябре 2004 года назвал «дело ЮКОСа» политическим и заявил: «Дело ЮКОСа надо прекращать, если мы хотим остановить экономический спад. Избиение лучшей национальной нефтяной компании начинает иметь экономические последствия». В декабре 2004 года назвал продажу «Юганскнефтегаза» (который в результате достался «Роснефти») «экспроприацией частной собственности». В декабре 2005 года назвал «аферой года» крупные займы, которые брали государственные компании, а также «поглощение госкорпорациями частных компаний» (покупку «Роснефтью» «Юганскнефтегаза», РАО «ЕЭС России» — «Силовых машин»).
В 2004 году у Илларионова возник конфликт с тогдашним руководителем администрации президента Дмитрием Медведевым. Медведев настаивал на том, чтобы советник президента согласовывал свои заявления в СМИ с пресс-службой администрации. Илларионов отверг эти ограничения, что привело к получению им выговора и снижению зарплаты. Летом 2004 года государственные телеканалы ввели запрет на появление Илларионова в телеэфире, а осенью, в нарушение договоренностей с Путиным, была запрещена встреча Илларионова с министром экономики Грузии Кахой Бендукидзе.
В сентябре 2004 года Илларионов подал в отставку с поста представителя президента в «большой восьмёрке», в январе 2005 года его просьба была удовлетворена, а его место занял Игорь Шувалов. Илларионов критиковал «дело ЮКОСа» и ставшее его частью приобретение основных активов ЮКОСа малоизвестной фирмой «Байкалфинансгруп», названное Илларионовым «аферой года».

#### Вопрос о выплате государственного долга
В январе 2001 года Илларионов собрал пресс-конференцию, на которой выступил за полное погашение долгов Парижскому клубу, резко критикуя попытки правительства отсрочить или реструктурировать эти платежи и подчёркивая, что президент в этом вопросе на его стороне. Как позднее вспоминал Илларионов, тогдашний премьер-министр Михаил Касьянов, «не добившийся успехов на переговорах с Парижским клубом, пошёл на весьма рискованную игру — на фактический шантаж кредиторов с односторонним — со стороны России — прекращением платежей». Это, по словам Илларионова, могло обернуться для России крайне негативными последствиями на мировой арене. Именно тогда Илларионов собрал пресс-конференцию, где публично высказался за выплату долгов. Вскоре Путин на совещании с министрами экономического блока поддержал позицию Илларионова.
Михаил Касьянов в книге «Без Путина» приводит другую версию этой истории. По его словам, «Путин использовал Илларионова в качестве вспомогательного инструмента в одном из самых первых моих с ним политических споров». Как утверждал Касьянов, к концу 2000 года было достигнуто согласие с Парижским клубом государств-кредиторов, где главным держателем российского долга была Германия, о списании с России части долга бывшего СССР. Соответствующие документы должны были быть подписаны в январе 2001 года. Однако неожиданно в СМИ выступил Илларионов с резкой критикой решения правительства. Как позже узнал Касьянов, Путин, став личным другом канцлера Германии Герхарда Шрёдера, на личных переговорах с ним согласился на отказ от согласованной ранее реструктуризации долга из-за выросшей к тому времени цены на нефть. Как предлог для пересмотра уже принятого правительством решения и была использована критика Илларионова. На совещании с Путиным, вспоминает Касьянов, «Мы выслушали этот бред (Илларионова) про „шантаж наших зарубежных партнёров“, и, естественно никто (ни я, ни Кудрин, ни Греф, ни Волошин) всерьёз это не восприняли». Однако, в конце совещания Путин объявил решение выплачивать долг полностью. В итоге Россия выплатила 5 млрд долларов, хотя весь федеральный бюджет, по словам Касьянова, был эквивалентен 20 млрд долларов.

#### Отставка
Подал в отставку 27 декабря 2005 года, заявив:

Я не работаю с таким государством, которое мы имеем сегодня, и работать не буду… Когда я заступал на эту должность, это было одно государство, были возможности и надежды для его эволюции… произошло глубокое перерождение самого государства, сформировалась экономическая модель государственного корпоративизма.

Через несколько часов В. В. Путин принял отставку А. Н. Илларионова и освободил своим указом его от занимаемой должности.
17 марта 2025 года на личном YouTube-канале Андрея Илларионова было опубликовано видео, в котором он впервые зачитывает фрагмент своего заявления об увольнении.
Уважаемый Владимир Владимирович!
[...]
Ратификация Российской Федерации Киотского протокола наносит значительный ущерб долгосрочным интересам России. Впервые за тысячелетнюю историю России установлено юридическое ограничение на масштабы российской экономики, уровень её развития, темпы её роста, что обрекает нашу страну на слабость и отсталость. Этим решением российские власти также наносят ущерб мировой экономике, борьбе с бедностью, глобальной окружающей среде, современной науке, демонстрируя тем самым незрелость при рассмотрении и решении глобальных вопросов. Защищать это решение на международном уровне, оставаясь на почве разума, ответственности и порядочности, невозможно. Выступать против, находясь в то же время вашим личным представителем в "Группе восьми", невозможно также.
Действия российских властей по отношению к Украине в последние месяцы, недели и дни являются аморальными, незаконными и наносящими огромный, возможно, непоправимый ущерб российским национальным интересам, российско-украинским отношениям, международной стабильности. Защищать такие действия российских властей, будучи вашим личным представителем в "Группе восьми", невозможно.
Ваше распоряжение [номер не указан] от [дата не указана], «Об Организационном комитете по подготовке и обеспечению председательства Российской Федерации в "Группе восьми" в 2006 году» не соответствует сложившимся в этой организации правилам и практике. Оно также не учитывает ни одно из предложений, неоднократно вносившихся мною, в том числе в письме на ваше имя [номер не указан] от [дата не указана], а его проект со мной не обсуждался. Таким образом, полностью сохранена порочная практика принятия решений, на которую неоднократно обращалось ваше внимание и которая, по вашим словам, должна была быть пресечена.
Продолжение исполнения обязанностей вашего личного представителя в "Группе восьми" в этих условиях является невозможным. С учетом вышеизложенного прошу вас считать исполнение мною обязанностей вашего личного представителя в "Группе восьми" прекращённым.
С уважением,
А.Н. Илларинов

## В оппозиции
В апреле 2006 года опубликовал статью в газете «Ведомости», приуроченную к саммиту G8 в Петербурге, в которой, в частности, говорилось:

Саммит «восьмёрки» не может и не будет восприниматься иначе как поддержка самой влиятельной организацией Запада нынешнего российского руководства. Как политическая и моральная поддержка «семёркой» действий российских властей по уничтожению законности, нарушению прав человека, удушению свободы слова, ликвидации демократии, дискредитации неправительственных организаций, национализации частной собственности, использованию энергии в качестве политического оружия, агрессии против демократически ориентированных соседей.

В июле 2006 года подверг резкой критике IPO «Роснефти». По его словам, продажа акций компании наносит ущерб интересам российского государства и граждан, так как деньги от продажи бывшего госимущества поступают вовсе не в руки государства:

В рамках залоговых аукционов 1995 года пусть небольшие выплаты, но всё-таки направлялись в государственный бюджет Российской Федерации. Сейчас государственный бюджет РФ не получил ничего в 2005 году, он ничего не получит и в результате IPO «Роснефти». По-моему, на языке уголовного кодекса есть соответствующие характеристики, как называется это явление.

С октября 2006 года — старший научный сотрудник Центра по глобальной свободе и процветанию Института Катона, либертарианского исследовательского учреждения, офис которого расположен в Вашингтоне (США).
С 2006 по 2010 год выступал ключевым спикером на ежегодной Международной конференции по риск-менеджменту, которая проходила в Алма-Ате.
14 апреля и 9 июня 2007 года принимал участие в «Маршах несогласных», организованных в Москве и Санкт-Петербурге объединением «Другая Россия».
В феврале 2008 года выступил с «Февральскими тезисами», в которых предложил создать «Гражданское движение» или «Гражданскую коалицию» и заявил:

Ведущими принципами Гражданского Движения являются демократические принципы организации общества и власти: юридическое равенство всех граждан России, независимо от их положения, статуса, политических взглядов, национальности, вероисповедания, пола; терпимость к чужим взглядам, не противоречащим Конституции РФ; свобода слова; честная политическая конкуренция. Во взаимоотношении граждан с представителями режима ведущими остаются правила существования, выработанные зэками Гулага: «Не верь, не бойся, не проси|Не верь (режиму). Не бойся (режима). Не проси (у режима)». К ним следует добавить и четвёртый принцип — «Не сотрудничай с режимом и не участвуй в его делах».

В мае 2008 года заявил о нелегитимности президента Медведева и других органов власти России, назвав сфальсифицированными результаты прошедших в декабре 2007 года выборов в Госдуму и выборов президента в марте 2008 года и охарактеризовав проведение этих выборов как спецоперации, на которых участники находились в заведомо неравных условиях.
25 февраля 2009 года выступил на слушаниях в Конгрессе США, сказав, в частности:

Недавнее предложение [ вице-президента США Джозефа Байдена в Мюнхене] осуществить «перезагрузку» в американо-российских отношениях и «начать отношения с чистого листа» воспринимаются с плохо скрываемой радостью и удовлетворением российскими чекистами. Для них это означает достижение многих целей, о которых они мечтали. <…> Такой тип поведения со стороны американской администрации нельзя назвать даже отступлением. Это даже не политика умиротворения, которая так хорошо известна всем нам по другому решению — в Мюнхене в 1938 году. Эта полная и безусловная капитуляция перед режимом офицеров секретной полиции, чекистов и мафиози-бандитов. Это полная сдача всех надежд и усилий российских демократов, равно как и народов постсоветских государств, которые мечтали освободиться от системы, которая контролировала и мучила их почти столетие"

27 декабря 2011 года выступил с программным текстом «Декабрьские тезисы для граждан России», в котором дал анализ текущей политической ситуации в России (определив нынешний режим как нелегитимный), выдвинул принципы организации и задачи Общегражданского движения за восстановление демократии и гражданских свобод.
В 2012 году принял участие в выборах и был избран в Координационный Совет оппозиции.
В 2013 году Илларионов выиграл иск о защите чести и достоинства, поданный Сергеем Алексашенко по поводу участия Алексашенко и других высокопоставленных инсайдеров в игре на рынке ГКО в 1996—1998 годах.
В 2014 году Илларионов комментировал в своём Живом Журнале аннексию Крыма Российской Федерацией. В частности он обвинил Путина в том, что тот готовит на Украине гражданскую войну; ещё 25 февраля он предупреждал, что «в Москве рассматривают возможность аннексии Крыма, Донецкой и Луганской областей». 29 марта 2014 года в интервью шведской газете Svenska Dagbladet заявил о планах Путина по аннексии Украины, Беларуси, стран Балтии.
В августе 2023 года Министерством юстиции России внесен в список физических лиц — «иностранных агентов».

## Институт Катона
В 2006—2021 годах Илларионов работал в США в Центре глобальной свободы и процветания Института Катона старшим научным сотрудником, где стал инициатором и одним из разработчиков Индекса человеческой свободы, ставшего флагманской публикацией института.
8 января 2021 года он опубликовал в личном блоге в «Живом журнале» статью «Поджог Рейхстага-2021» о протестах 6 января 2021 г. в Вашингтоне, сравнивая это событие с поджогом германского Рейхстага в 1933 году, приведшего к укреплению власти нацистской партии. В статье обращается внимание на провокации со стороны активистов антифа и BLM, а также на то, что охрана Капитолия не препятствовала действиям протестующих.
12 января институт Катона инициировал расследование статьи Илларионова в социальной сети. 13 января Илларионов был уволен из института. Сам Илларионов в связи с этим заявил, что Устав либертарианского института Катона гарантировал своим сотрудникам свободу выражения собственного мнения.

## Центр политики безопасности
С апреля 2021 года Илларионов является старшим научным сотрудником (Senior Fellow) Вашингтонского аналитического центра Центр политики безопасности.
В июле 2021 г. в эфире телеканала «Украина 24» Илларионов заявил, что по украинскому вопросу Запад (Байден), якобы, перешёл на сторону Москвы.
В августе 2021 года в эфире YouTube-канала «Фейгин Лайф» Илларионов обвинил президента США Джозефа Байдена в том, что тот сознательно ведёт свою страну к катастрофе, принимая множество нелогичных, противоречивых и откровенно вредных решений, потому что ненавидит США.
В декабре 2021 г. Илларионов сравнил переговоры Байдена с Путиным с «мюнхенским сговором»
Такие высказывания Илларионова критиковал журналист Игорь Яковенко. По мнению Яковенко «все свои усилия Илларионов сосредоточил на борьбе с Байденом и Зеленским», а сам Илларионов «является прямой обслугой Трампа, так же как Такер Карлсон, который является частью российской пропаганды».

## Украинский институт будущего
В Киеве Илларионов участвует в деятельности т. н. «Украинского института будущего». В частности, в октябре 2021 г. Илларионов представил свою программу «Триллион долларов для Украины» — перечень мер, обеспечивающих рост ВВП Украины на 7-8 % ежегодно, что через 20 лет должно привести к уровню ВВП 1 трлн долларов.
Регулярно выступает на телеканале Ukrlife.tv Григория Немыри.

## Семья
Илларионов был женат на гражданке США с декабря 1997 года. Отец троих детей. Жена Илларионова работала в московском представительстве американского инвестиционного банка «Brunswick UBS Warburg». После того как он получил приглашение на должность советника президента, его жена покинула эту работу и была домохозяйкой.

## Награды
- Орден Победы имени Святого Георгия (9 октября 2013, Грузия)[82]
- Благодарность Президента Российской Федерации (28 ноября 2003) — за большой вклад в подготовку и проведение Всемирной конференции по изменению климата[83]
- Благодарность Президента Российской Федерации (8 июля 2003) — за активное участие в подготовке Послания Президента Российской Федерации Федеральному Собранию на 2003 год